# Fungomyza
Genre
Fungomyza est un genre d'insectes diptères de la famille des Anthomyzidae.

## Liste d'espèces
Selon BioLib (1 août 2020) :
- Fungomyza albimana (Meigen, 1830)
- Fungomyza cercata Roháček, 2009